# Rhacochelifer corcyrensis
Espèce
Synonymes
- Ectoceras corcyrensis Beier, 1930
- Chelifer latreillei insularis  Hadži, 1930

Rhacochelifer corcyrensis est une espèce de pseudoscorpions de la famille des Cheliferidae.

## Distribution
Cette espèce se rencontre en Italie, en Croatie, en Grèce, en Turquie, à Chypre, en Israël, en Jordanie et en Tunisie.

## Liste des sous-espèces
Selon Pseudoscorpions of the World (version 3.0) :
- Rhacochelifer corcyrensis bicolor Beier, 1963
- Rhacochelifer corcyrensis corcyrensis (Beier, 1930)
- Rhacochelifer corcyrensis procerus Mahnert, 1978

## Étymologie
Son nom d'espèce, composé de corcyr[a] et du suffixe latin -ensis, « qui vit dans, qui habite », lui a été donné en référence au lieu de sa découverte, Corfou.

## Publications originales
- Beier, 1930 : Die Pseudoskorpione des Wiener Naturhistorischen Museums. III. Annalen des Naturhistorischen Museums in Wien, vol. 44, p. 199-222.
- Beier, 1963 : Die Pseudoscorpioniden-Fauna Israels und einiger Angrenzender Gebiete. Israel Journal of Entomology, vol. 12, p. 183-212.
- Mahnert, 1978 : Zwei neue Rhacochelifer-Arten aus dem westlichen Mediterrangebiet und Wiederbeschreibung von Chelifer heterometrus L. Koch. Comptes Rendus des Séances de la Société de Physique et d'Histoire Naturelle de Genève, nouvelle série, vol. 12, p. 14-24.